# Avante Camaradas
O Dobrado 220, também conhecido como Avante Camaradas, é uma canção militar brasileira, do gênero musical dobrado, cuja melodia é de autoria do compositor Antônio Manuel do Espírito Santo. A letra da canção é de autor desconhecido, não havendo registros documentais que comprovem a sua autoria. No livro de músicas militares ele aparece registrado sob o número 220 e por isso também é conhecido por este título.
A letra revolucionária "Avante Camaradas" é uma homenagem à Coluna Prestes, acabou indo parar no hinário das Forças Armadas Brasileiras. Acompanha a trajetória da Coluna e mostra a expectativa dos cidadãos de Angical que aguardam a passagem do Cavaleiro da Esperança na sua cidade.
Por um desses desencontros que ponteiam a vida das sociedades, o hino revolucionário acabou nas mãos das tropas que tinham sido destacadas para combater a Coluna Prestes, que, entre 1925 e 1927 marchou por boa parte do País, atravessando Minas Gerais, Bahia, Goiás, Paraíba, Pernambuco, até chegar ao Jalapão, hoje no Estado do Tocantins, e internar-se em território boliviano
A história inteira é contada no filme Avante Camaradas, da cineasta Micheline Bondi. De acordo com o curta-metragem, de pouco mais de 14 minutos, realizado em 1986 e que contou com a participação de atores e cidadãos de Angical, nos anos 20 chegou ao município a notícia de que os integrantes da Coluna Prestes aproximavam-se de São Romão, no rio São Francisco, muito perto dali.
Entusiasmados com as notícias exaltadas que os jornais narravam sobre sobre a insurreição comandada pelo capitão Luís Carlos Prestes, Angical inteira se preparou para receber os revolucionários com uma festa sem precedentes.
Acontece que a Coluna se desviou, seguiu cinco dias pela Bahia, avançou rumo ao Maranhão e se desviou para Pernambuco. Na ocasião, foi registrada uma grande batalha em Piancó, na Paraíba.
Depois, a Coluna avançou novamente pela Bahia e o povo de Angical se animou. O maestro Antonino Espírito Santo então compôs o dobrado Avante Camaradas. Segundo a fita de Micheline Bondi, Antonino passou a tocar a marcha todos os dias no coreto da praça, com a participação dos cidadãos de Angical. Numa manhã, quando o povo da cidade acordou, percebeu que havia novidades por ali.
Decepção. Quem chegou foi um destacamento do Exército, incumbido justamente de tentar parar a Coluna Prestes. Os militares acamparam em Angical e, durante o tempo em que passaram por lá, ouviam todos os dias os acordes do Avante Camaradas. Decoraram o hino.
Assim que Prestes alcançou a Bolívia, o destacamento foi autorizado a voltar para o Rio de Janeiro. Os soldados foram embora cantando o Avante Camaradas, que logo se propagou por todo o País e acabou adotado pelo Exército.

## Gravações
A gravação mais famosa foi feita em vinil no ano de 1942, durante a Segunda Guerra Mundial. A banda do Corpo de Bombeiros Militar do Estado do Rio de Janeiro gravou a música pela RCA Victor.
Em 1956 o maestro Aristides Zacarias gravou a canção em versão instrumental no disco Marchas e dobrados célebres - Zaccarias e Sua Orquestra.